# Gnophos unilineata
Gnophos unilineata là một loài bướm đêm trong họ Geometridae.